# Gigantyzm Caspra
Gigantyzm gnilny Caspra – szczególna postać nasilonych zmian gnilnych zwłok, spotykana najczęściej u topielców. Obrzęk tkanek i pęcherze gnilne pojawiające się na szyi i twarzy zniekształcają zwłoki i utrudniają ich identyfikację.
Opisany w 1856 roku przez niemieckiego patologa Johanna Ludwiga Caspra.